# 高篠村 (埼玉県)
高篠村（たかしのむら）は、埼玉県の西部、秩父郡に属していた村。

## 地理
- 河川：横瀬川、定峰川

## 歴史
- 1889年（明治22年）4月1日 町村制施行により、山田村、栃谷村、定峰村が合併し秩父郡高篠村が成立する。
- 1957年（昭和32年）5月3日 大田村とともに秩父市へ編入され消滅。

## 関連文献
- 「栃谷村」『新編武蔵風土記稿』 巻ノ251秩父郡ノ8、内務省地理局、1884年6月。NDLJP:764013/85。
- 「定峯村」『新編武蔵風土記稿』 巻ノ251秩父郡ノ8、内務省地理局、1884年6月。NDLJP:764013/89。
- 「山田村」『新編武蔵風土記稿』 巻ノ251秩父郡ノ8、内務省地理局、1884年6月。NDLJP:764013/90。